# Nya Quesada
Nya Quesada, bürgerlicher Name Armonía Quesada (geboren am 13. April 1919 in Bahía Blanca, Provinz Buenos Aires, Argentinien; gestorben am 6. Dezember 2013 in Buenos Aires, Argentinien), war eine argentinische Film- und Theaterschauspielerin. Sie trat auch im Radio auf.

## Leben
1939 zog Quesada mit ihren Geschwistern, darunter ihre Schwester, die spätere Schauspielerin Menchu Quesada, von der Stadt Bahía Blanca nach Buenos Aires. Dort begann sie, im Radio zu arbeiten, und wurde so der Öffentlichkeit bekannt. Bis in die 1960er Jahre konzentrierte sie sich auf ihre Radiokarriere. In den 1960er Jahren bekam sie die Möglichkeit, in der Fernsehshow Viendo a Biondi mitzuspielen. Es folgten zahlreiche Auftritte in verschiedenen Telenovelas. Ihr Filmdebüt gab sie 1968 im Film Psexoanálisis. In ihren letzten Jahren konzentrierte sie sich auf das Theater.

### Gesellschaftliches Engagement
1978 wurden ihre Tochter und ihr Schwiegersohn von der Militärdiktatur entführt und ermordet. Der zweijährige Sohn, Nya Quesadas Enkel, verschwand ebenfalls und wurde einem Kinderheim überstellt. Er erkannte jedoch in einem Fernsehprogramm seine Tante, Menchu Quesada, und so konnte wieder der Kontakt zur Familie hergestellt werden. Seitdem gehörte Nya Quesada den Abuelas de Plaza de Mayo an.

## Filmografie
- 1961: Viendo a Biondi (TV-Serie, 3 Folgen)
- 1963: Yo soy porteño (TV-Serie, 3 Folgen)
- 1963: Teatro Trece (TV-Serie, 1 Folge)
- 1964: El amor tiene cara de mujer (TV-Serie)
- 1966: Los vecinos (TV-Film)
- 1968: Psexoanálisis (dt.: Komm auf die Couch, Luise)
- 1969: Abelardo Pardales (TV-Serie, 59 Folgen)
- 1970: La guita
- 1971: Historias de Nosedonde (TV-Serie, 3 Folgen)
- 1971: Alta comedia (TV-Serie, 1 Folge)
- 1972: El show de Gaby, Fofó y Miliki (TV-Serie, 12 Folgen)
- 1972: El profesor Tirabombas
- 1973: Lo mejor de nuestra vida... nuestros hijos (TV-Serie, 16 Folgen)
- 1973: Me gusta esa chica
- 1973: Los padrinos
- 1974: El teatro de Jorge Salcedo (TV-Serie, 2 Folgen)
- 1974: Con odio y con amor (TV-Serie, 29 Folgen)
- 1974: Minguito Tinguitela, papá
- 1975: Triángulo de cuatro
- 1978: El mundo del espectáculo (TV-Serie, 1 Folge)
- 1979: La Nona
- 1980: Un día 32 en San Telmo (TV-Serie, 19 Folgen)
- 1980: Alberto y Susana (TV-Serie, 10 Folgen)
- 1980: Días de ilusión
- 1981: Comedias para vivir (TV-Serie, 1 Folge)
- 1982: Llévame contigo (TV-Serie, 80 Folgen)
- 1982: Las 24 horas (TV-Serie, 1 Folge)
- 1981–1982: El ciclo de Guillermo Bredeston y Nora Cárpena (TV-Serie, 3 Folgen)
- 1983: Sola (TV-Serie, 29 Folgen)
- 1985: Sucedió en el internado
- 1986: El lobo (TV-Serie, 19 Folgen)
- 1986: El hombre que amo (TV-Serie, 18 Folgen)
- 1987: Valeria (TV-Serie, 134 Folgen)
- 1988: Mi nombre es Coraje (TV-Serie, 39 Folgen)
- 1989: La extraña dama (TV-Serie, 10 Folgen)
- 1990: Su comedia favorita (TV-Serie, 1 Folge)
- 1991: Manuela (TV-Serie, 199 Folgen)
- 1992: Soy Gina (TV-Serie, 19 Folgen)
- 1992: Grande Pá! (TV-Serie, 1 Folge)
- 1992: Algunas mujeres (Kurzfilm)
- 1993: Con pecado concebidas (TV-Serie, 29 Folgen)
- 1994: Cara bonita (TV-Serie, 39 Folgen)
- 1994–1995: Montaña rusa (TV-Serie)
- 1994: Aprender a volar (TV-Serie, 1 Folge)
- 1996: Como pan caliente (TV-Serie, 39 Folgen)
- 2006: Mientras tanto
- 2007: Días de mucho, vísperas de nada
- 2009: Valientes
- 2011: Nariz
- 2012: El Tabarís, lleno de estrellas (TV-Film)